# Pascale Hutton

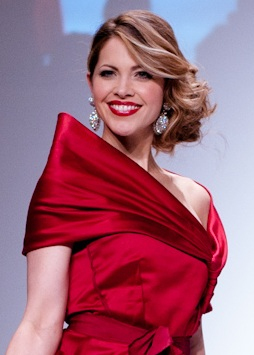
Pascale Hutton (2012)

Pascale Hutton (* 14. Juni 1979 in Creston, British Columbia) ist eine kanadische Schauspielerin.

## Leben
Hutton wurde am 14. Juni 1979 als Tochter eines Lehrer-Ehepaars im kanadischen Creston geboren, wo sie ihre Kindheit verbrachte und die örtliche Prince Charles Secondary School absolvierte. An der University of Alberta in Edmonton studierte sie Schauspielerei, daneben trat sie bereits in kleineren Theater- und Filmrollen auf. Nach der Ausbildung zog Hutton nach Vancouver, um ihre Karriere weiter zu verfolgen. Im Jahr 2002 heiratete sie den Schauspieler Danny Dorosh. Das Paar lebt mit zwei gemeinsamen Kindern in Vancouver. Seit 2003 war sie in mehr als 40 Film- und Fernsehproduktionen zu sehen, wobei ihr Schwerpunkt auf Serien liegt.

## Filmografie (Auswahl)

### Filme
- 2003: Hollywood Wives: The New Generation
- 2004: Ginger Snaps II – Entfesselt (Ginger Snaps: Unleashed)
- 2004: Chicks with Sticks
- 2005: Fantastic Four
- 2005: A Simple Curve
- 2006: Vulkanausbruch in New York (Disaster Zone: Volcano in New York)
- 2006: Presumed Dead
- 2008: Die Feuerspringer – Sie kennen keine Angst (Trial by Fire)
- 2009: Tornado Valley
- 2010: Elopement
- 2010: Cats & Dogs: Die Rache der Kitty Kahlohr (Cats & Dogs: The Revenge of Kitty Galore)
- 2010: Familie wider Willen (A Family Thanksgiving)
- 2011: Behemoth – Monster aus der Tiefe (Behemoth)
- 2011: Hölle Afghanistan (Afghan Luke)
- 2015: The Unspoken
- 2016: Summer of Dreams
- 2017: The Perfect Bride (Fernsehfilm)
- 2018: The Perfect Bride: Wedding Bells (Fernsehfilm)
- 2018: Wedding of Dreams (Fernsehfilm)
- 2019: My One & Only (Fernsehfilm)
- 2021: You Had Me at Aloha
- 2022: We Wish You a Married Christmas (Fernsehfilm)
- 2023: Double Life
- 2023: Fourth Down and Love (Fernsehfilm)
- 2023: Notes of Autumn (Fernsehfilm)
- 2024: Nelly Knows Mysteries – A Fatal Engagement (Fernsehfilm)
- 2025: The Wish Swap (Fernsehfilm)

### Fernsehserien
- 2004: The Days (Episode 1x02)
- 2004: Dead Like Me – So gut wie tot (Dead Like Me) (Episode 2x04)
- 2004: Life as We Know It (Pilot)
- 2005: Stargate Atlantis (Episode 2x09)
- 2005: Reunion (2 Episoden)
- 2006: The Collector (Episode 3x10)
- 2006: The Evidence (Episode 1x04)
- 2006: Dead Zone (The Dead Zone) (Episode 5x01)
- 2006: Psych (Pilot)
- 2005–2006: Smallville (3 Episoden)
- 2007: The Singles Table (Pilot)
- 2007: Traveler (8 Episoden)
- 2007: 4400 – Die Rückkehrer (The 4400) (2 Episoden)
- 2007: Reaper – Ein teuflischer Job (Reaper) (Episode 1x07)
- 2007: Intelligence (9 Episoden)
- 2008–2009: Flashpoint – Das Spezialkommando (Flashpoint) (6 Episoden)
- 2009: Supernatural (Episode 5x07)
- 2010: Rookie Blue (Episode 1x05)
- 2010–2011: Sanctuary – Wächter der Kreaturen (Sanctuary) (9 Episoden)
- 2010, 2012: Fringe – Grenzfälle des FBI (Fringe) (2 Episoden)
- 2012: Continuum (Episode 1x07)
- 2012–2014: Arctic Air (35 Episoden)
- 2014: Once Upon a Time – Es war einmal … (Once Upon a Time) (2 Episoden)
- 2012, 2015: Royal Pains (2 Episoden)
- seit 2014: Janette Oke: Die Coal Valley Saga (When Calls the Heart)
- 2019: When Hope Calls (Episode 1x02)

## Auszeichnungen

### Leo Awards
- 2006: nominiert in der Kategorie „Best Lead Performance by a Female in a Feature Length Drama“ für A Simple Curve
- 2012: ausgezeichnet in der Kategorie „Best Guest Performance by a Female in a Dramatic Series“ für Sanctuary – Wächter der Kreaturen
- 2015: nominiert in der Kategorie „Best Lead Performance by a Female in a Dramatic Series“ für Janette Oke: Die Coal Valley Saga

### Gemini Awards
- 2008: ausgezeichnet in der Kategorie „Best Performance by an Actress in a Guest Role, Dramatic Series“ für Intelligence

### UBCP/ACTRA Awards
- 2013: nominiert in der Kategorie „Beste Schauspielerin“ für Arctic Air
- 2014: nominiert in der Kategorie „Beste Schauspielerin“ für Arctic Air